# 土山明
𡈽山 明（つちやま あきら、1954年 - ）は、日本・中国の地球科学者。中国科学院教授、京都大学名誉教授。元日本鉱物科学会会長。

## 人物
京都府京都市生まれ。京都の高等学校を経て、東北大学理学部卒業。東北大学大学院理学研究科修士課程修了。東京大学大学院理学系研究科地質学専門課程博士課程修了。
1982年東京大学大学院理学系研究科研究生、日本学術振興会奨励研究員、アメリカ航空宇宙局研究員。
1984年オレゴン大学地質学教室研究員。
1985年京都大学理学部地質学鉱物学教室助手。
1990年大阪大学教養部講師。
1992年大阪大学教養部助教授。
1994年大阪大学理学部宇宙地球科学科助教授。
1996年大阪大学大学院理学研究科宇宙地球科学専攻助教授。
2001年大阪大学大学院理学研究科宇宙地球科学専攻教授。
2012年京都大学大学院理学研究科地球惑星科学専攻教授。
2016年日本鉱物科学会会長。
2019年中国科学院広州地球化学研究所教授、立命館大学総合科学技術研究機構客員教授、京都大学名誉教授。
2020年立命館大学総合科学技術研究機構招聘教授。
2021年日本地球惑星科学連合フェロー。
2022年三宅賞受賞
指導学生に橘省吾など。

## 編著
- 土山明, 日本鉱物科学会『日本の国石「ひすい」 : バラエティーに富んだ鉱物の国』成山堂書店、2019年。ISBN 9784425956210。 NCID BB28403875。全国書誌番号:23216560。